# Донзидерс
Донзидерс (нем. Donsieders) — община в Германии, в земле Рейнланд-Пфальц. 
Входит в состав района Юго-западный Пфальц. Подчиняется управлению Родальбен.  Население составляет 999 человек (на 31 декабря 2010 года). Занимает площадь 9,03 км².